# Antheraea cordifolia
Antheraea cordifolia är en fjärilsart som beskrevs av Gustav Weymer 1906. Antheraea cordifolia ingår i släktet Antheraea och familjen påfågelsspinnare. Inga underarter finns listade i Catalogue of Life.